# 少女鬥惡龍
《少女鬥惡龍》（英語：Damsel）是2024年Netflix原創美國奇幻冒險動作電影，由胡安·卡洛斯·弗雷斯納迪洛執導，丹·馬索編劇。主演包括米莉·芭比·布朗、安琪拉·貝瑟、羅蘋·萊特、雷·溫斯頓、尼克·羅賓森、布魯克·卡特以及索瑞·安達斯魯等。本電影於2024年3月8日上映。

## 劇情
艾樂蒂公主在父親貝福德勛爵的要求下，同意嫁給奧瑞亞王國的伊莎貝女王之子亨利，以解決王國面臨的貧景與食物匱乏。艾樂蒂陪家人蒞臨奧瑞亞王國的王宮，開始與自己即將成婚的亨利王子建立良好關係，而艾樂蒂的繼母貝福德夫人卻感覺到伊莎貝女王似乎對這場婚姻另有目的，卻也沒能說服接受優厚條件的丈夫或是艾樂蒂取消婚約。當艾樂蒂與亨利成婚後，本即將踏上蜜月之旅的兩人被馬車帶至王國附近的山上舉行儀式。伊莎貝講述該儀式起源於數世紀前的國王，曾與居於山洞中的火龍交戰卻落敗，為求自保而與火龍達成契約，亦是祭獻自己的三個女兒以換取王國的和平，此傳統代代相承、時至永遠。在儀式的結尾，艾樂蒂與亨利各自的手被劃一刀以共享皇室血脈，而亨利假意抱起艾樂蒂回去馬車，最後卻將艾樂蒂直接扔進深不見底的山洞中，作為獻給火龍的活祭品。
艾樂蒂醒後大聲呼救，回神過後發現周邊散落著皇冠與儀式金幣，意識到自己並不是唯一被扔進來的活祭品公主，而呼喊聲引起火龍的注意，使艾樂蒂在腿部被燒傷的情況下勉強逃脫。艾樂蒂逃入洞深處找到一池發光的蛞蝓，便拾起一部分作為光源，而一旁則是幾代以來葬身於此的公主們建立的安全洞穴，岩壁上還刻下所有公主的名字。在睡夢中，艾樂蒂見到前一代公主的亡魂、以及她們想傳達的“皇室謊言”的不明訊息，醒後發現自己找到的蛞蝓其實具有療傷作用，便以此痊愈自己的腿傷開始尋找出路。艾樂蒂開始跟隨牆上刻下的地圖找到離開山洞的出路，但最終發現出口是懸崖峭壁而無路可走。
幾近絕望的艾樂蒂突然聽見父親的呼喊聲，其懊悔自己祭獻女兒的行為，因此帶領搜救隊深入洞穴救回女兒。正要奔向父親的艾樂蒂找到火龍的巢穴，發現三隻被殘殺的幼龍屍骸，由此獲知數世紀前其實是奧瑞亞王國的國王先向龍宣戰，還帶頭殘殺火龍的三隻幼龍才結下血海深仇。另一邊，火龍殺死貝福德勛爵一行人，但也成功給艾樂蒂製造逃跑時機，讓她順利靠攀爬繩子逃出山洞，騎著馬逃跑並躲在岩石下。祭品跑掉使火龍被激怒，噴火點燃山區周圍掀起火海。伊莎貝女王看到此景得知祭獻失敗，不惜抓艾樂蒂的妹妹佛洛莉雅作為替代祭品扔進山洞中，而火龍抓走佛洛莉雅當作引艾樂蒂回來的誘餌。
艾樂蒂被繼母告知妹妹被抓走，只能再次深入龍穴、拿起父親的劍去救妹妹，首先靠聲東擊西誘使火龍離開巢穴，趁龍不注意時命令佛洛莉雅躲起來並獨身鬥龍。艾樂蒂試圖向龍解釋，她們兩者都被奧瑞亞王國所欺騙，數代以來的活祭品公主都並非皇室，而是靠儀式中的牽手以流入皇室血脈、進而欺瞞火龍的無辜女孩。火龍拒絕相信這個殘酷的事實，執意要燒死艾樂蒂，最後被艾樂蒂誘導而被自己的烈焰燒傷。艾樂蒂最後拒絕殺死火龍，利用大量蛞蝓幫牠痊愈傷勢，一人回到正在舉行另一場婚禮的王宮。死性不改的伊莎貝女王拒不認賬，艾樂蒂說服本將成為新祭品的女孩迅速陪家人離開。火龍隨即將整座王宮付之一炬，使伊莎貝女王、亨利王子與眾皇室全部葬身火海，為這個古老的邪惡祭獻畫下終結。事後，在火龍的同行下，艾樂蒂陪伴妹妹和繼母坐船返回家鄉。

## 演員及角色
- 米莉·芭比·布朗 飾演 艾樂蒂公主：一名嫁入皇室、卻受欺騙成為火龍祭品的公主。
- 安琪拉·貝瑟 飾演 貝福德夫人（Lady Bayford）：艾樂蒂的繼母。
- 雷·溫斯頓 飾演 貝福德勛爵（Lord Bayford）：艾樂蒂的父親。
- 羅蘋·萊特 飾演 伊莎貝女王（Queen Isabelle）：奧瑞亞王國的當權女王。
- 尼克·羅賓森 飾演 亨利王子（Prince Henry） ：奧瑞亞王國的英俊王子。
- 麥羅·圖阿米（Milo Twomey） 飾演 羅德瑞克國王（King Roderick）：奧瑞亞王國的王配。
- 布魯克·卡特 飾演 佛洛莉雅（Floria）：艾樂蒂的妹妹。
- 索瑞·安達斯魯 聲演 火龍

## 製作
2020年3月，宣布開始製作這部由西班牙導演胡安·卡洛斯·弗雷斯納迪洛執導的電影，羅斯/科辛鮑姆影業的喬·羅斯和傑夫·科辛鮑姆兩位將擔任本電影的監製，以及丹·馬索擔任編劇。同年11月，米莉·芭比·布朗被選為本電影的主角「艾洛迪公主」（Princess Elodie），並一同擔任本電影的執行製作人；而本電影的預算約為6、7千萬美元。
主體拍攝於2022年2月開始至7月1日結束，部分電影場景到葡萄牙聖塔倫區的市鎮托馬爾取景拍攝。2022年4月，宣布安琪拉·貝瑟、尼克·羅賓森、羅蘋·萊特、雷·溫斯頓、布魯克·卡特（Brooke Carter）以及索瑞·安達斯魯加入劇組。

## 發行
《少女鬥惡龍》原定於2023年10月13日在Netflix上映，卻受到美國演員工會大罷工事件影響而延後了上映日期。已知至少要延後到2024年才上映。2023年12月13日，Netflix在社群平台Instagram宣布本片將在2024年3月8日上映。

## 外部連結
- 在Netflix上觀看《少女鬥惡龍》
- 互联网电影数据库（IMDb）上《少女鬥惡龍》的资料（英文）
- 豆瓣电影上《少女鬥惡龍》的資料 （简体中文）